# Stanisław Schneider
Stanisław Jan Schneider (ur. 23 stycznia 1858 we Lwowie, zm. 8 sierpnia 1917 we Lwowie) – polski filolog klasyczny, historyk literatury.
Uczęszczał do gimnazjów we Lwowie i Tarnopolu, w latach 1877–1881 studiował filologię klasyczną na Uniwersytecie Lwowskim (pod kierunkiem m.in. Ludwika Ćwiklińskiego i Zygmunta Węclewskiego) oraz na uniwersytecie w Wiedniu. Pracował od 1888 jako nauczyciel języków starożytnych i historii w gimnazjum w Przemyślu, od 1891 w randze profesora gimnazjalnego. W 1894 przeszedł do pracy we Lwowie, był profesorem w V Gimnazjum (1894–1908), VIII Gimnazjum (1908–1913) i III Gimnazjum (1913–1916); był także dyrektorem dwóch ostatnich gimnazjów. Od 1 października 1911 był kierownikiem, a od 14 grudnia 1912 dyrektorem C. K. III Gimnazjum im. Franciszka Józefa we Lwowie.
Zajmował się hellenistyką, religioznawstwem oraz historią polskiej literatury romantycznej. Badał m.in. wpływ religii starogreckiej i prasłowiańskiej na mistyczne wątki w twórczości Słowackiego, ale wyniki jego badań budziły wśród współczesnych kontrowersje. Badał nowo odkrytą Konstytucję ateńską Arystotelesa. Był jednym z najpłodniejszych autorów w dziedzinie hellenistyki w Galicji, współpracował z pismami "Eos" i "Wiener Studien"; wydał m.in.:
- Ustępy z poetów starożytnych w przekładzie rymowanym (1888)
- Zaginiony biograf Peryklesa (1891)
- Isokrates wobec "Politei ateńskiej" Artystotelesa (1895)
- O komentarz do szkolnych wydań autorów greckich i rzymskich (1895)
- Ślady polemiki sofistycznej u Herodota i Tucydydesa (1896)
- Mickiewicz jako filolog (1898)
- Studya filologiczne nad rozwojem oświaty greckiej w V wieku przed Chr. (1901)
- O pochodzeniu kultu Dyonizosa (1903)
- Czy Getowie wierzyli w jednego Boga? (1905)
- Słowacki jako gnostyk (1909)
- Świat ptasi w "Balladynie" (1911)
- Ze studyów mitologicznych i ludoznawczych (1916)

W 1903 został członkiem korespondentem AU; był również wiceprezesem Towarzystwa Filologicznego we Lwowie. W 1900 został wybrany wiceprezesem Towarzystwa Nauczycieli Szkół Wyższych.
Zmarł po wieloletniej chorobie serca i pochowany został na Cmentarzu Łyczakowskim we Lwowie.